# Massaker von Lissabon 1506

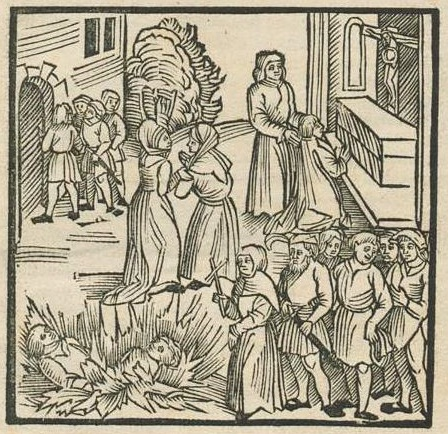
von dem christelichen streyt geschehe im AD 1506 Jar zu Lißbona, ein haubtstat in Portigal zwischen den christen und newen christen oder jüden von wegen des geckreutzigisten got

Das Massaker von Lissabon begann am Sonntag, dem 19. April 1506 in Lissabon, als eine Gruppe von Kirchenbesuchern mehrere Personen in der Gemeinde angriff und tötete, die sie als Juden verdächtigten. Die Gewalt eskalierte zu einem stadtweiten antisemitischen Aufstand, bei dem bis zu 4.000 „neue Christen“ (cristãos-novos), die Bezeichnung für zum Christentum zwangsbekehrte Juden, getötet wurden.

## Hintergrund
Als König Manuel I. 1495 den Thron bestieg, liberalisierte er den Status der Juden, die praktisch in Sklaverei gehalten worden waren. Unter dem Druck der Katholischen Könige Spaniens befahl er 1496 allen Juden, entweder sich taufen zu lassen oder das Land zu verlassen. Manuel wollte jedoch einen wichtigen und produktiven Teil der Bevölkerung nicht verlieren und ließ 1497, noch vor Ablauf der Frist für ihre Ausreise, alle Juden per königlichem Dekret konvertieren. Dazu gehörten sowohl die einheimischen portugiesischen Juden als auch eine beträchtliche Zahl von Juden, die nach dem Vertreibungsedikt von 1492 aus Spanien geflohen waren. Im Jahr 1499 verbot Manuel den Neuchristen, das Land zu verlassen.
Die ursprüngliche christliche Bevölkerung lehnte die Neubekehrten ab. Sie war verärgert über diese neue wirtschaftliche Konkurrenz und vermutete, dass viele der Konvertiten den jüdischen Glauben weiterhin im Geheimen praktizierten. Trotz der Bemühungen des Königs, den Frieden aufrechtzuerhalten, kam es gelegentlich zu Gewaltausbrüchen gegen die Neuchristen, die im Massaker von Lissabon im Jahr 1506 gipfelten.

## Das Massaker

Epistola de victoria contra infideles habita, 1507

Das Massaker begann am Sonntag, dem 19. April 1506, in der Kirche São Domingos. Die Gläubigen beteten für ein Ende der Dürre und der Pest, die das Land heimsuchten, als mehrere Gläubige behaupteten, sie hätten ein seltsames Licht gesehen, das von einem Kruzifix in der Jesuskapelle ausging. Das vermeintliche Wunder sprach sich herum, und schon bald füllte sich die Kirche mit einer großen Menschenmenge, zu der auch deutsche und französische Seeleute von im Hafen liegenden Handelsschiffen gehörten.
Die Menge wurde wütend, als ein Neuchrist die Behauptung eines Wunders ins Lächerliche zog. In der Kirche brach ein Kampf aus, und der Mann wurde zusammen mit weiteren Neuchristen getötet. Der Mob verließ die Kirche und begann, alle Neuchristen zu töten, denen er habhaft wurde. Man errichtete auf dem Kirchplatz einen Scheiterhaufen und warf die Leichname der Getöteten ins Feuer.
Die königlichen Behörden waren nicht in der Lage, den wütenden Mob zu bändigen, und immer mehr Menschen schlossen sich ihm an, angelockt von der Aussicht, die Besitztümer der Beschuldigten zu plündern. Die Gewalt breitete sich in der ganzen Stadt aus. Neuchristen, unabhängig von Alter und Geschlecht, wurden ermordet und ihre Häuser leergeräumt. Auch einige Altchristen fielen dem Pogrom zum Opfer. Am Montagabend schien die Gewalt zu enden, aber Dominikanermönche des Klosters São Domingos veranstalteten eine Prozession und forderten dazu auf, die „Ketzer“ zu töten und „die böse Rasse auszulöschen“. Die Ausschreitungen dauerten bis zum Donnerstag, als eine Prozession, die zum Frieden aufrief, durch die Stadt zog und die Ordnung wiederhergestellt wurde.
Die Angaben über die Zahl der Getöteten schwanken zwischen weniger als 1.000 und mehr als 4.000. Doch steht fest, dass die meisten Neuchristen waren, darunter João Rodrigues Mascarenhas, ein königlicher Beamter und Steuereintreiber.

## Nachwirkungen

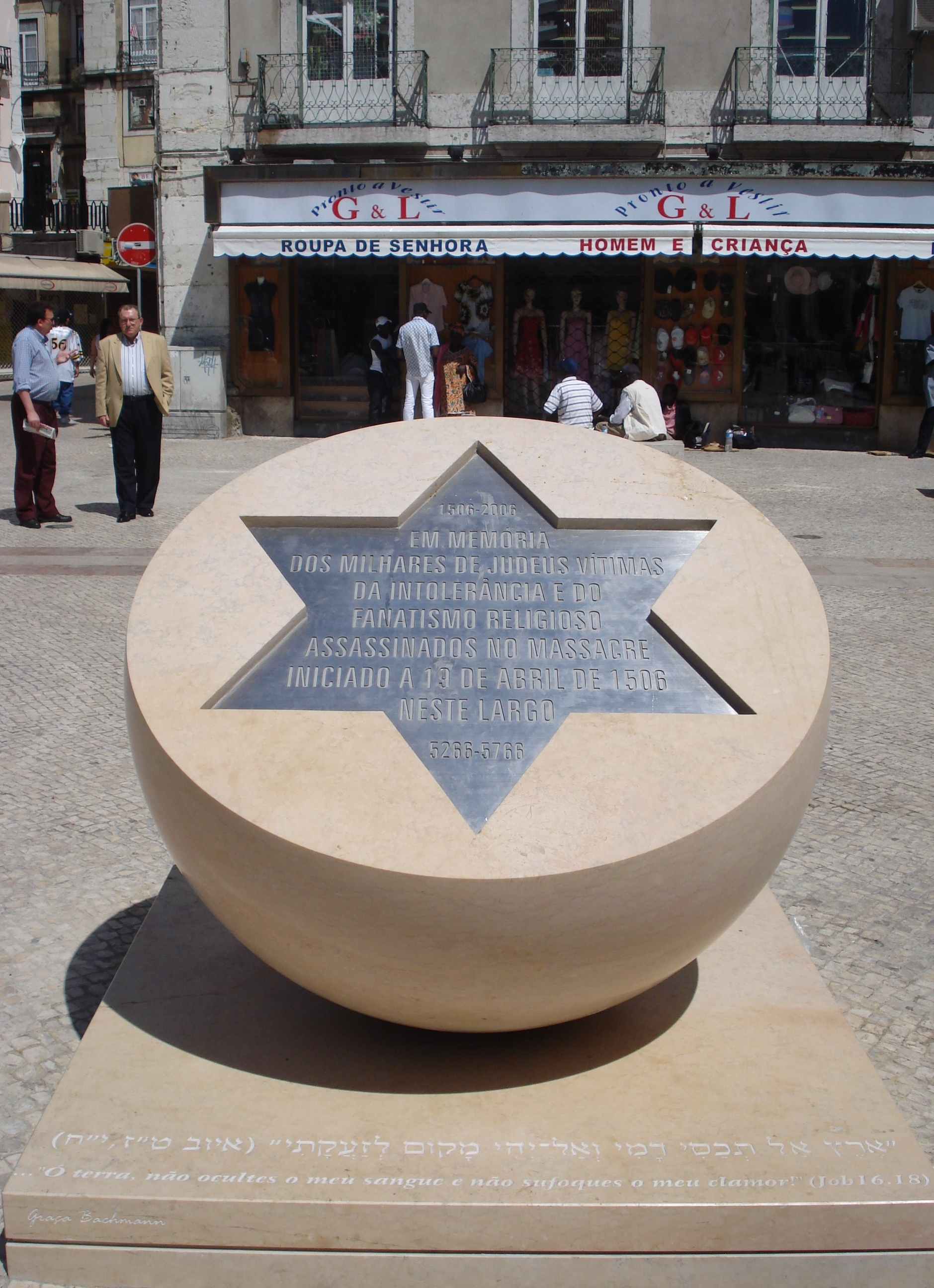
Denkmal in Lissabon zum Gedenken an die Verstorbenen

Der König und der Hof hatten Lissabon zuvor verlassen und waren nach Abrantes gereist, um der Pest zu entgehen und waren nicht anwesend, als das Massaker begann. Als König Manuel I. von den Ereignissen in Lissabon erfuhr, befahl er dem Gouverneur, in die Stadt zu eilen und „alle Übeltäter, die für das Massaker verantwortlich sind, zu erhängen“. Für Manuel war der völlige Zusammenbruch der Ordnung eine Herausforderung für seine Autorität und eine internationale Blamage. Auch seine Bemühungen, die kürzlich konvertierten Juden in die portugiesische Gesellschaft zu integrieren, waren gescheitert.
Die Vergeltung des Königs war schnell und brutal. Die Teilnehmer an dem Massaker wurden ohne Gerichtsverfahren hingerichtet. Zwei Dominikanermönche, die die Aufrührer angestiftet hatten, wurden ihrer Ordenskleidung beraubt, erwürgt und verbrannt. Einige Täter flohen aus der Stadt, wurden jedoch bei ihrem Versuch, zurückzukehren, verhaftet und später hingerichtet. Ungefähr 500 Aufständische wurden hingerichtet. Die einzigen, die der Justiz weitgehend entkamen, waren die ausländischen Seeleute und Kaufleute, die mit ihrer Beute auf die Schiffe zurückkehrten und davonsegelten.
Manuel bestrafte auch die Institutionen, die an dem Massaker beteiligt waren. Die Abtei von São Domingos wurde für acht Jahre geschlossen, und die Stadt Lissabon verlor wichtige Privilegien, einschließlich des Ausschlusses der Vertreter der Stadt aus dem Rat der Krone.
Nach dem Massaker ignorierten Hunderte von Neuchristen das königliche Dekret, das die Auswanderung verbot, und flohen aus Portugal, während einige der Zurückgebliebenen dem portugiesischen Monarchen noch immer treu ergeben waren. Am 1. März 1507 erließ Manuel ein Edikt, das die Auswanderung von Neuchristen aus Portugal legalisierte.
Über das Massaker wurde in ganz Europa berichtet. Mehrere zeitgenössische Berichte sind erhalten geblieben, darunter ein Bericht des bekannten Historikers Gaspar Correia, der in den 1970er Jahren in einem Auktionshaus wiederentdeckt wurde.